# Șciokino
Șciokino (rusă: Щёкино) este un oraș din regiunea Tula, Federația Rusă. Acesta este situat la 25 km sud de centrul orașului Tula, gara de pe o linie din Tula - Orel. Populația (2013) - 58 456 de oameni.

## Economie
Principalele întreprinderii - tehnologic și de organizare și legate între ele de către «Ŝekinoazot» (producător de îngrășăminte cu azot și produse petrochimice) și SAD «Химволокно» (капроновые fire și cabluri). La întreprinderile ocupat mai mult de 6,5 de mii de persoane.
Acționează Ziua CET (105 Mw), intră în componența SA «Ŝekinoazot».
Industria lemnului este reprezentată de Тульским шпалопропиточным fabrica.

## Cultura, sport
În oraș activează centrul de creație a copiilor, palatul cultural, artistic-un muzeu. În 2001 a deschis reprezentanta de la institutul Internațional de economie și drept.
De asemenea, se dezvoltă în mod activ astfel de sporturi, cum Aquatlon și scuba rugby.

## Media
O dată pe săptămână sunt publicate raionale ziarului «Șciokino Mesager» și «Șciokino Chimist», precum și, ziar de publicitate «carte de Vizită».